# Seattle SuperSonics

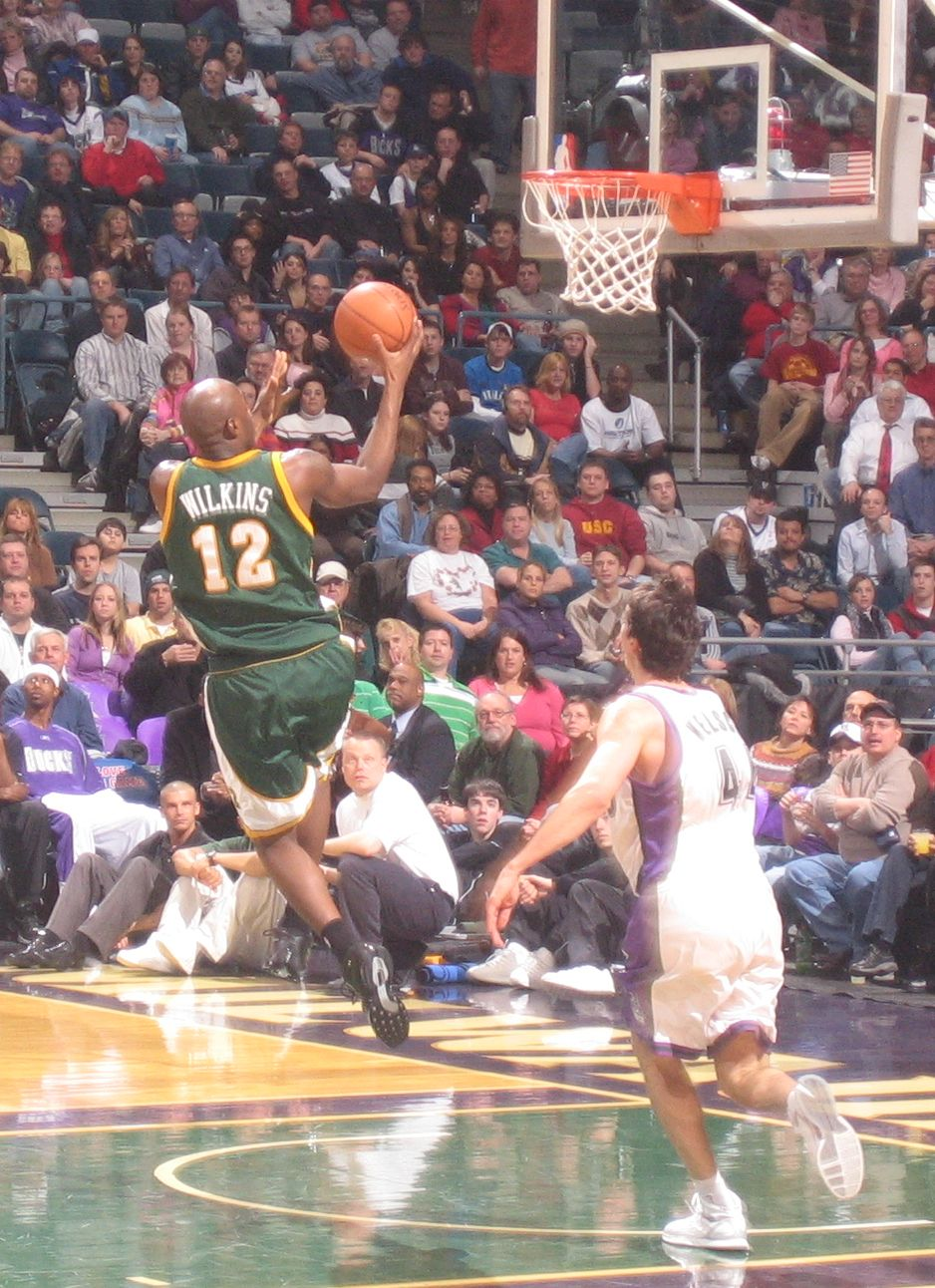
Momentka ze zápasu Milwaukee Bucks versus Seattle SuperSonics v roce 2006

Seattle SuperSonics byl basketbalový tým hrající severoamerickou ligu National Basketball Association. Patřil do Severozápadní divize Západní konference NBA.
Tým byl založen roku 1967. Roku 2008 se tým přesunul do Oklahoma City, kde hraje pod názvem Oklahoma City Thunder.
Za svou historii dokázali SuperSonics celkem třikrát vyhrát play-off své konference, z toho jednou následně i finále celé NBA:
- Vítězství v NBA: 1979
- Ostatní vítězství v konferenci: 1978, 1996

## Statistika týmu v NBA
| Sezóna              | Výhry | Prohry | %    | Účast v play-off                                                | Výsledky v play-off                                                                         |
| ------------------- | ----- | ------ | ---- | --------------------------------------------------------------- | ------------------------------------------------------------------------------------------- |
| Seattle SuperSonics |       |        |      |                                                                 |                                                                                             |
| 1967-68             | 23    | 59     | 28,0 |                                                                 |                                                                                             |
| 1968-69             | 30    | 52     | 36,6 |                                                                 |                                                                                             |
| 1969-70             | 36    | 46     | 43,9 |                                                                 |                                                                                             |
| 1970-71             | 38    | 44     | 46,3 |                                                                 |                                                                                             |
| 1971-72             | 47    | 35     | 57,3 |                                                                 |                                                                                             |
| 1972-73             | 26    | 56     | 31,7 |                                                                 |                                                                                             |
| 1973-74             | 36    | 46     | 43,9 |                                                                 |                                                                                             |
| 1974-75             | 43    | 39     | 52,4 | První kolo Konferenční semifinále                               | 2:1 Detroit Pistons 2:4 Golden State Warriors                                               |
| 1975-76             | 43    | 39     | 52,4 | Konferenční semifinále                                          | 2:4 Phoenix Suns                                                                            |
| 1976-77             | 40    | 42     | 48,8 |                                                                 |                                                                                             |
| 1977-78             | 47    | 35     | 57,3 | První kolo Konferenční semifinále Konferenční finále Finále NBA | 2:1 Los Angeles Lakers 4:2 Portland Trail Blazers 4:2 Denver Nuggets 3:4 Washington Wizards |
| 1978-79             | 52    | 30     | 63,4 | Konferenční semifinále Konferenční finále Finále NBA            | 4:1 Los Angeles Lakers 4:3 Phoenix Suns 4:1 Washington Wizards                              |
| 1979-80             | 56    | 26     | 68,3 | První kolo Konferenční semifinále Konferenční finále            | 2:1 Portland Trail Blazers 4:3 Milwaukee Bucks 1:4 Los Angeles Lakers                       |
| 1980-81             | 34    | 48     | 41,5 |                                                                 |                                                                                             |
| 1981-82             | 52    | 30     | 63,4 | První kolo Konferenční semifinále                               | 2:1 Houston Rockets 1:4 San Antonio Spurs                                                   |
| 1982-83             | 48    | 34     | 58,5 | První kolo                                                      | 0:2 Portland Trail Blazers                                                                  |
| 1983-84             | 42    | 40     | 51,2 | První kolo                                                      | 2:3 Dallas Mavericks                                                                        |
| 1984-85             | 31    | 51     | 37,8 |                                                                 |                                                                                             |
| 1985-86             | 31    | 51     | 37,8 |                                                                 |                                                                                             |
| 1986-87             | 39    | 43     | 47,6 | První kolo Konferenční semifinále Konferenční finále            | 3:1 Dallas Mavericks 4:2 Houston Rockets 1:4 Los Angeles Lakers                             |
| 1987-88             | 44    | 38     | 53,7 | První kolo                                                      | 2:3 Denver Nuggets                                                                          |
| 1988-89             | 47    | 35     | 57,3 | První kolo Konferenční semifinále                               | 3:1 Houston Rockets 0:4 Los Angeles Lakers                                                  |
| 1989-90             | 41    | 41     | 50,0 |                                                                 |                                                                                             |
| 1990-91             | 41    | 41     | 50,0 | První kolo                                                      | 2:3 Portland Trail Blazers                                                                  |
| 1991-92             | 47    | 35     | 57,3 | První kolo Konferenční semifinále                               | 3:1 Golden State Warriors 1:4 Utah Jazz                                                     |
| 1992-93             | 55    | 27     | 67,1 | První kolo Konferenční semifinále Konferenční finále            | 3:2 Utah Jazz 4:3 Houston Rockets 3:4 Phoenix Suns                                          |
| 1993-94             | 63    | 19     | 76,8 | První kolo                                                      | 2:3 Denver Nuggets                                                                          |
| 1994-95             | 57    | 25     | 69,5 | První kolo                                                      | 1:3 Los Angeles Lakers                                                                      |
| 1995-96             | 64    | 18     | 78,0 | První kolo Konferenční semifinále Konferenční finále Finále NBA | 3:1 Sacramento Kings 4:0 Houston Rockets 4:3 Utah Jazz 2:4 Chicago Bulls                    |
| 1996-97             | 57    | 25     | 69,5 | První kolo Konferenční semifinále                               | 3:2 Phoenix Suns 3:4 Houston Rockets                                                        |
| 1997-98             | 61    | 21     | 74,4 | První kolo Konferenční semifinále                               | 3:2 Minnesota Timberwolves 1:4 Los Angeles Lakers                                           |
| 1998-99             | 25    | 25     | 50,0 |                                                                 |                                                                                             |
| 1999-2000           | 45    | 37     | 54,9 | První kolo                                                      | 2:3 Utah Jazz                                                                               |
| 2000-01             | 44    | 38     | 53,7 |                                                                 |                                                                                             |
| 2001-02             | 45    | 37     | 54,9 | První kolo                                                      | 2:3 San Antonio Spurs                                                                       |
| 2002-03             | 40    | 42     | 48,8 |                                                                 |                                                                                             |
| 2003-04             | 37    | 45     | 45,1 |                                                                 |                                                                                             |
| 2004-05             | 52    | 30     | 63,4 | První kolo Konferenční semifinále                               | 4:1 Sacramento Kings 2:4 San Antonio Spurs                                                  |
| 2005-06             | 35    | 47     | 42,7 |                                                                 |                                                                                             |
| 2006-07             | 31    | 51     | 37,8 |                                                                 |                                                                                             |
| Celkem              | 1718  | 1510   | 53,2 |                                                                 |                                                                                             |
| Play-off            | 108   | 109    | .498 | 1 vítězství                                                     | 1 vítězství                                                                                 |